# Markus Hilgert
Pour les articles homonymes, voir Hilgert.
Markus Hilgert, né le 11 août 1969, est un assyriologue allemand.

## Biographie
De 2007 à 2014, Markus Hilgert est professeur d'assyriologie à l'université de Heidelberg.
Il est directeur du Vorderasiatisches Museum au Pergamonmuseum de Berlin, poste qu'il occupe du 1er mars 2014 au 31 mai 2018.